# Interlands Kroatisch voetbalelftal 2020-2029
Deze pagina toont een chronologisch en gedetailleerd overzicht van de interlands die het Kroatisch voetbalelftal speelt en heeft gespeeld in de periode 2020 – 2029.

## Interlands

### 2020
|                                                                                     |                                                                  |       |                      |                                                                             |
| 5 september UEFA Nations League Groep A3 № 323 «onderlinge duels» 19:45 uur (UTC+1) | Portugal                                                         | 4 – 1 | Kroatië              | Estádio do Dragão, Porto Toeschouwers: 0 Scheidsrechter: Davide Massa (ITA) |
| 5 september UEFA Nations League Groep A3 № 323 «onderlinge duels» 19:45 uur (UTC+1) | João Cancelo 41' Diogo Jota 58' João Félix 70' André Silva 90+5' |       | 90+1' Bruno Petković | Estádio do Dragão, Porto Toeschouwers: 0 Scheidsrechter: Davide Massa (ITA) |

|                                                                                     | |       |                                    |                                                                                   |
| 8 september UEFA Nations League Groep A3 № 324 «onderlinge duels» 20:45 uur (UTC+2) | Frankrijk                                                                                          | 4 – 2 | Kroatië                            | Stade de France, Saint-Denis Toeschouwers: 0 Scheidsrechter: Ovidiu Haţegan (ROU) |
| 8 september UEFA Nations League Groep A3 № 324 «onderlinge duels» 20:45 uur (UTC+2) | Antoine Griezmann 43' Dominik Livaković 45+1' (e.d.) Dayot Upamecano 65' Olivier Giroud 77' (pen.) |       | 17' Dejan Lovren 55' Josip Brekalo | Stade de France, Saint-Denis Toeschouwers: 0 Scheidsrechter: Ovidiu Haţegan (ROU) |

|                                                                        |                      |       |                                     |                                                                                 |
| 7 oktober Vriendschappelijk № 325 «onderlinge duels» 20:45 uur (UTC+2) | Zwitserland          | 1 – 2 | Kroatië                             | Kybunpark, Sankt Gallen Toeschouwers: 4.500 Scheidsrechter: Tiago Martins (POR) |
| 7 oktober Vriendschappelijk № 325 «onderlinge duels» 20:45 uur (UTC+2) | Mario Gavranović 31' |       | 42' Josip Brekalo 67' Mario Pašalić | Kybunpark, Sankt Gallen Toeschouwers: 4.500 Scheidsrechter: Tiago Martins (POR) |

|                                                                                    |                                       |       |                 |                                                                               |
| 11 oktober UEFA Nations League Groep A3 № 326 «onderlinge duels» 18:00 uur (UTC+2) | Kroatië                               | 2 – 1 | Zweden          | Maksimirstadion, Zagreb Toeschouwers: 2.020 Scheidsrechter: John Beaton (SCO) |
| 11 oktober UEFA Nations League Groep A3 № 326 «onderlinge duels» 18:00 uur (UTC+2) | Nikola Vlašić 32' Andrej Kramarić 84' |       | 66' Marcus Berg | Maksimirstadion, Zagreb Toeschouwers: 2.020 Scheidsrechter: John Beaton (SCO) |

|                                                                                    |                   |       |                                        |                                                                                 |
| 14 oktober UEFA Nations League Groep A3 № 327 «onderlinge duels» 20:45 uur (UTC+2) | Kroatië           | 1 – 2 | Frankrijk                              | Maksimirstadion, Zagreb Toeschouwers: 6.266 Scheidsrechter: Björn Kuipers (NED) |
| 14 oktober UEFA Nations League Groep A3 № 327 «onderlinge duels» 20:45 uur (UTC+2) | Nikola Vlašić 65' |       | 8' Antoine Griezmann 79' Kylian Mbappé | Maksimirstadion, Zagreb Toeschouwers: 6.266 Scheidsrechter: Björn Kuipers (NED) |

|                                                                          |                                                        |       |                                                      |                                                                              |
| 11 november Vriendschappelijk № 328 «onderlinge duels» 20:45 uur (UTC+3) | Turkije                                                | 3 – 3 | Kroatië                                              | Vodafone Park, Istanboel Toeschouwers: 0 Scheidsrechter: Slavko Vinčić (SVN) |
| 11 november Vriendschappelijk № 328 «onderlinge duels» 20:45 uur (UTC+3) | Cenk Tosun 23' (pen.) Deniz Türüç 41' Cengiz Ünder 58' |       | 32' Ante Budimir 53' Mario Pašalić 56' Josip Brekalo | Vodafone Park, Istanboel Toeschouwers: 0 Scheidsrechter: Slavko Vinčić (SVN) |

|                                                                                     |                                             |       |                             |                                                                           |
| 14 november UEFA Nations League Groep A3 № 329 «onderlinge duels» 20:45 uur (UTC+1) | Zweden                                      | 2 – 1 | Kroatië                     | Friends Arena, Solna Toeschouwers: 0 Scheidsrechter: Daniel Siebert (GER) |
| 14 november UEFA Nations League Groep A3 № 329 «onderlinge duels» 20:45 uur (UTC+1) | Dejan Kulusevski 36' Marcus Danielson 45+2' |       | 82' (e.d.) Marcus Danielson | Friends Arena, Solna Toeschouwers: 0 Scheidsrechter: Daniel Siebert (GER) |

|                                                                                     |                                     |       |                                              |                                                                           |
| 17 november UEFA Nations League Groep A3 № 330 «onderlinge duels» 20:45 uur (UTC+1) | Kroatië                             | 2 – 3 | Portugal                                     | Poljudstadion, Split Toeschouwers: 0 Scheidsrechter: Michael Oliver (ENG) |
| 17 november UEFA Nations League Groep A3 № 330 «onderlinge duels» 20:45 uur (UTC+1) | Mateo Kovačić 29' Mateo Kovačić 65' |       | 52' Rúben Dias 60' João Félix 90' Rúben Dias | Poljudstadion, Split Toeschouwers: 0 Scheidsrechter: Michael Oliver (ENG) |

### 2021
|                                                                             |                  |       |         |                                                                                     |
| 24 maart WK-kwalificatie Groep H № 331 «onderlinge duels» 20:45 uur (UTC+1) | Slovenië         | 1 – 0 | Kroatië | Stožicestadion, Ljubljana Toeschouwers: 0 Scheidsrechter: Antonio Mateu Lahoz (ESP) |
| 24 maart WK-kwalificatie Groep H № 331 «onderlinge duels» 20:45 uur (UTC+1) | Sandi Lovrić 15' |       |         | Stožicestadion, Ljubljana Toeschouwers: 0 Scheidsrechter: Antonio Mateu Lahoz (ESP) |

|                                                                             |                   |       |        |                                                                              |
| 27 maart WK-kwalificatie Groep H № 332 «onderlinge duels» 18:00 uur (UTC+1) | Kroatië           | 1 – 0 | Cyprus | Stadion Rujevica, Rijeka Toeschouwers: 0 Scheidsrechter: Kristo Tohver (EST) |
| 27 maart WK-kwalificatie Groep H № 332 «onderlinge duels» 18:00 uur (UTC+1) | Mario Pašalić 40' |       |        | Stadion Rujevica, Rijeka Toeschouwers: 0 Scheidsrechter: Kristo Tohver (EST) |

|                                                                             |                                                           |       |       |                                                                               |
| 30 maart WK-kwalificatie Groep H № 333 «onderlinge duels» 20:45 uur (UTC+2) | Kroatië                                                   | 3 – 0 | Malta | Stadion Rujevica, Rijeka Toeschouwers: 0 Scheidsrechter: Lionel Tschudi (SUI) |
| 30 maart WK-kwalificatie Groep H № 333 «onderlinge duels» 20:45 uur (UTC+2) | Ivan Perišić 62' Luka Modrić 76' (pen.) Josip Brekalo 90' |       |       | Stadion Rujevica, Rijeka Toeschouwers: 0 Scheidsrechter: Lionel Tschudi (SUI) |

|                                                                     |                  |       |                    |                                                                                   |
| 1 juni Vriendschappelijk № 334 «onderlinge duels» 18:00 uur (UTC+2) | Kroatië          | 1 – 1 | Armenië            | Gradski Stadion, Velika Gorica Toeschouwers: 0 Scheidsrechter: Luka Bilbija (BIH) |
| 1 juni Vriendschappelijk № 334 «onderlinge duels» 18:00 uur (UTC+2) | Ivan Perišić 24' |       | 72' Wbeymar Angulo | Gradski Stadion, Velika Gorica Toeschouwers: 0 Scheidsrechter: Luka Bilbija (BIH) |

|                                                                     |                   |       |         |                                                                                      |
| 6 juni Vriendschappelijk № 335 «onderlinge duels» 20:45 uur (UTC+2) | België            | 1 – 0 | Kroatië | Koning Boudewijnstadion, Brussel Toeschouwers: 0 Scheidsrechter: Deniz Aytekin (GER) |
| 6 juni Vriendschappelijk № 335 «onderlinge duels» 20:45 uur (UTC+2) | Romelu Lukaku 38' |       |         | Koning Boudewijnstadion, Brussel Toeschouwers: 0 Scheidsrechter: Deniz Aytekin (GER) |

| EK 2020 |
| ------- |

|                                                                          |                     |         |         | |
| 13 juni EK-eindronde Groep D № 1015 «onderlinge duels» 14:00 uur (UTC+1) | Engeland            | 1 – 0   | Kroatië | Wembley Stadium, Londen Toeschouwers: 18.497 Scheidsrechter: Daniele Orsato (ITA) Video-assistent: Massimiliano Irrati (ITA) |
| 13 juni EK-eindronde Groep D № 1015 «onderlinge duels» 14:00 uur (UTC+1) | Raheem Sterling 57' | Verslag |         | Wembley Stadium, Londen Toeschouwers: 18.497 Scheidsrechter: Daniele Orsato (ITA) Video-assistent: Massimiliano Irrati (ITA) |

|                                                                         |                  |         |                          | |
| 18 juni EK-eindronde Groep D № 337 «onderlinge duels» 17:00 uur (UTC+1) | Kroatië          | 1 – 1   | Tsjechië                 | Hampden Park, Glasgow Toeschouwers: 5.607 Scheidsrechter: Carlos del Cerro Grande (ESP) Video-assistent: Juan Martínez Munuera (ESP) |
| 18 juni EK-eindronde Groep D № 337 «onderlinge duels» 17:00 uur (UTC+1) | Ivan Perišić 47' | Verslag | 37' (pen.) Patrik Schick | Hampden Park, Glasgow Toeschouwers: 5.607 Scheidsrechter: Carlos del Cerro Grande (ESP) Video-assistent: Juan Martínez Munuera (ESP) |

|                                                                         |                                                    |         |                     | |
| 22 juni EK-eindronde Groep D № 338 «onderlinge duels» 20:00 uur (UTC+1) | Kroatië                                            | 3 – 1   | Schotland           | Hampden Park, Glasgow Toeschouwers: 9.896 Scheidsrechter: Fernando Rapallini (ARG) Video-assistent: Alejandro Hernández (ESP) |
| 22 juni EK-eindronde Groep D № 338 «onderlinge duels» 20:00 uur (UTC+1) | Nikola Vlašić 17' Luka Modrić 62' Ivan Perišić 77' | Verslag | 42' Callum McGregor | Hampden Park, Glasgow Toeschouwers: 9.896 Scheidsrechter: Fernando Rapallini (ARG) Video-assistent: Alejandro Hernández (ESP) |

|                                                                                |                                                       |              |                                                                                                   | |
| 28 juni EK-eindronde Achtste finale № 339 «onderlinge duels» 18:00 uur (UTC+2) | Kroatië                                               | 3 – 5 (n.v.) | Spanje                                                                                            | Parken, Kopenhagen Toeschouwers: 22.771 Scheidsrechter: Cüneyt Çakır (TUR) Video-assistent: Bastian Dankert (GER) |
| 28 juni EK-eindronde Achtste finale № 339 «onderlinge duels» 18:00 uur (UTC+2) | Pedri 20' (e.d.) Mislav Oršić 85' Mario Pašalić 90+2' | Verslag      | 38' Pablo Sarabia 57' César Azpilicueta 77' Ferran Torres 100' Álvaro Morata 103' Mikel Oyarzabal | Parken, Kopenhagen Toeschouwers: 22.771 Scheidsrechter: Cüneyt Çakır (TUR) Video-assistent: Bastian Dankert (GER) |

|  |  |  |  |  |  |  |  |  |

|                                                                                |         |       |         | |
| 1 september WK-kwalificatie Groep H № 340 «onderlinge duels» 21:45 uur (UTC+3) | Rusland | 0 – 0 | Kroatië | Olympisch Stadion Loezjniki, Moskou Toeschouwers: 18.708 Scheidsrechter: Roi Reinshreiber (ISR) Video-assistent: Orel Grinfeeld (ISR) |
| 1 september WK-kwalificatie Groep H № 340 «onderlinge duels» 21:45 uur (UTC+3) |         |       |         | Olympisch Stadion Loezjniki, Moskou Toeschouwers: 18.708 Scheidsrechter: Roi Reinshreiber (ISR) Video-assistent: Orel Grinfeeld (ISR) |

|                                                                                |           |                      |         | |
| 4 september WK-kwalificatie Groep H № 341 «onderlinge duels» 20:45 uur (UTC+2) | Slowakije | 0 – 1                | Kroatië | Národný futbalový štadión, Bratislava Toeschouwers: 9.047 Scheidsrechter: Bartosz Frankowski (POL) Video-assistent: Paweł Gil (POL) |
| 4 september WK-kwalificatie Groep H № 341 «onderlinge duels» 20:45 uur (UTC+2) |           | 86' Marcelo Brozović |         | Národný futbalový štadión, Bratislava Toeschouwers: 9.047 Scheidsrechter: Bartosz Frankowski (POL) Video-assistent: Paweł Gil (POL) |

|                                                                                |                                                        |       |          | |
| 7 september WK-kwalificatie Groep H № 342 «onderlinge duels» 20:45 uur (UTC+2) | Kroatië                                                | 3 – 0 | Slovenië | Poljudstadion, Split Toeschouwers: 16.237 Scheidsrechter: Clément Turpin (FRA) Video-assistent: François Letexier (FRA) |
| 7 september WK-kwalificatie Groep H № 342 «onderlinge duels» 20:45 uur (UTC+2) | Marko Livaja 33' Mario Pašalić 66' Nikola Vlašić 90+4' |       |          | Poljudstadion, Split Toeschouwers: 16.237 Scheidsrechter: Clément Turpin (FRA) Video-assistent: François Letexier (FRA) |

|                                                                              |        |                                                          |         | |
| 8 oktober WK-kwalificatie Groep H № 343 «onderlinge duels» 21:45 uur (UTC+3) | Cyprus | 0 – 3                                                    | Kroatië | AEK Arena - Georgios Karapatakis, Larnaca Toeschouwers: 2.333 Scheidsrechter: Michael Oliver (ENG) Video-assistent: Chris Kavanagh (ENG) |
| 8 oktober WK-kwalificatie Groep H № 343 «onderlinge duels» 21:45 uur (UTC+3) |        | 45+2' Ivan Perišić 80' Joško Gvardiol 90+2' Marko Livaja |         | AEK Arena - Georgios Karapatakis, Larnaca Toeschouwers: 2.333 Scheidsrechter: Michael Oliver (ENG) Video-assistent: Chris Kavanagh (ENG) |

|                                                                               |                                     |       |                                     | |
| 11 oktober WK-kwalificatie Groep H № 344 «onderlinge duels» 20:45 uur (UTC+2) | Kroatië                             | 2 – 2 | Slowakije                           | Stadion Gradski vrt, Osijek Toeschouwers: 9.926 Scheidsrechter: Ovidiu Haţegan (ROU) Video-assistent: Marco Di Bello (ITA) |
| 11 oktober WK-kwalificatie Groep H № 344 «onderlinge duels» 20:45 uur (UTC+2) | Andrej Kramarić 25' Luka Modrić 71' |       | 20' Ivan Schranz 45' Lukáš Haraslín | Stadion Gradski vrt, Osijek Toeschouwers: 9.926 Scheidsrechter: Ovidiu Haţegan (ROU) Video-assistent: Marco Di Bello (ITA) |

|                                                                                |                             |       | | |
| 11 november WK-kwalificatie Groep H № 345 «onderlinge duels» 20:45 uur (UTC+1) | Malta                       | 1 – 7 | Kroatië | Ta' Qalistadion, Ta' Qali Toeschouwers: 4.581 Scheidsrechter: Deniz Aytekin (GER) Video-assistent: Christian Dingert (GER) |
| 11 november WK-kwalificatie Groep H № 345 «onderlinge duels» 20:45 uur (UTC+1) | Marcelo Brozović 31' (e.d.) |       | 6' Ivan Perišić 22' Duje Ćaleta-Car 39' Mario Pašalić 45+1' Luka Modrić 47' Lovro Majer 53' Andrej Kramarić 64' Lovro Majer | Ta' Qalistadion, Ta' Qali Toeschouwers: 4.581 Scheidsrechter: Deniz Aytekin (GER) Video-assistent: Christian Dingert (GER) |

|                                                                                |                               |       |         | |
| 14 november WK-kwalificatie Groep H № 346 «onderlinge duels» 15:00 uur (UTC+1) | Kroatië                       | 1 – 0 | Rusland | Poljudstadion, Split Toeschouwers: 30.257 Scheidsrechter: Danny Makkelie (NED) Video-assistent: Pol van Boekel (NED) |
| 14 november WK-kwalificatie Groep H № 346 «onderlinge duels» 15:00 uur (UTC+1) | Fjodor Koedrjasjov 81' (e.d.) |       |         | Poljudstadion, Split Toeschouwers: 30.257 Scheidsrechter: Danny Makkelie (NED) Video-assistent: Pol van Boekel (NED) |

### 2022
|                                                                       |                     |       |                  |                                                                                            |
| 26 maart Vriendschappelijk № 347 «onderlinge duels» 17:00 uur (UTC+3) | Kroatië             | 1 – 1 | Slovenië         | Education Citystadion, Ar Rayyan Toeschouwers: 3.000 Scheidsrechter: Abdullah Jamali (KUW) |
| 26 maart Vriendschappelijk № 347 «onderlinge duels» 17:00 uur (UTC+3) | Andrej Kramarić 39' |       | 90+1' Jaka Bijol | Education Citystadion, Ar Rayyan Toeschouwers: 3.000 Scheidsrechter: Abdullah Jamali (KUW) |

|                                                                       |                                            |       |                    |                                                                                            |
| 29 maart Vriendschappelijk № 348 «onderlinge duels» 17:00 uur (UTC+3) | Kroatië                                    | 2 – 1 | Bulgarije          | Education Citystadion, Ar Rayyan Toeschouwers: 1.000 Scheidsrechter: Khamis Al Marri (QAT) |
| 29 maart Vriendschappelijk № 348 «onderlinge duels» 17:00 uur (UTC+3) | Luka Modrić 76' (pen.) Andrej Kramarić 80' |       | 69' Kiril Despodov | Education Citystadion, Ar Rayyan Toeschouwers: 1.000 Scheidsrechter: Khamis Al Marri (QAT) |

|                                                                                |         |                                                                  |            | |
| 3 juni UEFA Nations League Groep A1 № 349 «onderlinge duels» 20:45 uur (UTC+2) | Kroatië | 0 – 3                                                            | Oostenrijk | Stadion Gradski vrt, Osijek Toeschouwers: 13.994 Scheidsrechter: Chris Kavanagh (ENG) Video-assistent: David Coote (ENG) |
| 3 juni UEFA Nations League Groep A1 № 349 «onderlinge duels» 20:45 uur (UTC+2) |         | 41' Marko Arnautović 54' Michael Gregoritsch 57' Marcel Sabitzer |            | Stadion Gradski vrt, Osijek Toeschouwers: 13.994 Scheidsrechter: Chris Kavanagh (ENG) Video-assistent: David Coote (ENG) |

|                                                                                |                            |       |                   | |
| 6 juni UEFA Nations League Groep A1 № 350 «onderlinge duels» 20:45 uur (UTC+2) | Kroatië                    | 1 – 1 | Frankrijk         | Poljudstadion, Split Toeschouwers: 30.000 Scheidsrechter: Marco Guida (ITA) Video-assistent: Marco Di Bello (ITA) |
| 6 juni UEFA Nations League Groep A1 № 350 «onderlinge duels» 20:45 uur (UTC+2) | Andrej Kramarić 83' (pen.) |       | 62' Adrien Rabiot | Poljudstadion, Split Toeschouwers: 30.000 Scheidsrechter: Marco Guida (ITA) Video-assistent: Marco Di Bello (ITA) |

|                                                                                 |            |                   |         | |
| 10 juni UEFA Nations League Groep A1 № 351 «onderlinge duels» 20:45 uur (UTC+2) | Denemarken | 0 – 1             | Kroatië | Parken, Kopenhagen Toeschouwers: 35.862 Scheidsrechter: Bartosz Frankowski (POL) Video-assistent: Paweł Raczkowski (POL) |
| 10 juni UEFA Nations League Groep A1 № 351 «onderlinge duels» 20:45 uur (UTC+2) |            | 70' Mario Pašalić |         | Parken, Kopenhagen Toeschouwers: 35.862 Scheidsrechter: Bartosz Frankowski (POL) Video-assistent: Paweł Raczkowski (POL) |

|                                                                                 |           |                       |         | |
| 13 juni UEFA Nations League Groep A1 № 352 «onderlinge duels» 20:45 uur (UTC+2) | Frankrijk | 0 – 1                 | Kroatië | Stade de France, Saint-Denis Toeschouwers: 77.410 Scheidsrechter: Orel Grinfeeld (ISR) Video-assistent: Marco Fritz (GER) |
| 13 juni UEFA Nations League Groep A1 № 352 «onderlinge duels» 20:45 uur (UTC+2) |           | 5' (pen.) Luka Modrić |         | Stade de France, Saint-Denis Toeschouwers: 77.410 Scheidsrechter: Orel Grinfeeld (ISR) Video-assistent: Marco Fritz (GER) |

|                                                                                      |                                |       |                       | |
| 22 september UEFA Nations League Groep A1 № 353 «onderlinge duels» 20:45 uur (UTC+2) | Kroatië                        | 2 – 1 | Denemarken            | Maksimirstadion, Zagreb Toeschouwers: 22.715 Scheidsrechter: Davide Massa (ITA) Video-assistent: Marco Di Bello (ITA) |
| 22 september UEFA Nations League Groep A1 № 353 «onderlinge duels» 20:45 uur (UTC+2) | Borna Sosa 49' Lovro Majer 79' |       | 77' Christian Eriksen | Maksimirstadion, Zagreb Toeschouwers: 22.715 Scheidsrechter: Davide Massa (ITA) Video-assistent: Marco Di Bello (ITA) |

|                                                                                      |                          |       |                                                  | |
| 25 september UEFA Nations League Groep A1 № 354 «onderlinge duels» 20:45 uur (UTC+2) | Oostenrijk               | 1 – 3 | Kroatië                                          | Ernst Happelstadion, Wenen Toeschouwers: 45.700 Scheidsrechter: Artur Soares Dias (POR) Video-assistent: Tiago Martins (POR) |
| 25 september UEFA Nations League Groep A1 № 354 «onderlinge duels» 20:45 uur (UTC+2) | Christoph Baumgartner 9' |       | 6' Luka Modrić 69' Marko Livaja 72' Dejan Lovren | Ernst Happelstadion, Wenen Toeschouwers: 45.700 Scheidsrechter: Artur Soares Dias (POR) Video-assistent: Tiago Martins (POR) |

|                                                                          |               |                     |         | |
| 16 november Vriendschappelijk № 355 «onderlinge duels» 15:00 uur (UTC+3) | Saoedi-Arabië | 0 – 1               | Kroatië | Prins Faisal bin Fahdstadion, Riyad Toeschouwers: 3.000 Scheidsrechter: Adham Makhadmeh (JOR) Video-assistent: Mohammed Obaid Khadim (VAE) |
| 16 november Vriendschappelijk № 355 «onderlinge duels» 15:00 uur (UTC+3) |               | 82' Andrej Kramarić |         | Prins Faisal bin Fahdstadion, Riyad Toeschouwers: 3.000 Scheidsrechter: Adham Makhadmeh (JOR) Video-assistent: Mohammed Obaid Khadim (VAE) |

| Wereldkampioenschap voetbal 2022 |
| -------------------------------- |

|                                                                        |         |       |         | |
| 23 november WK 2022 Groep F № 356 «onderlinge duels» 13:00 uur (UTC+3) | Marokko | 0 – 0 | Kroatië | Al Baytstadion, Al Khawr Toeschouwers: 59.407 Scheidsrechter: Fernando Rapallini (ARG) Video-assistent: Julio Bascuñán (CHI) |
| 23 november WK 2022 Groep F № 356 «onderlinge duels» 13:00 uur (UTC+3) | Verslag |       |         | Al Baytstadion, Al Khawr Toeschouwers: 59.407 Scheidsrechter: Fernando Rapallini (ARG) Video-assistent: Julio Bascuñán (CHI) |

|                                                                        |                                                                            |         |                    | |
| 27 november WK 2022 Groep F № 357 «onderlinge duels» 19:00 uur (UTC+3) | Kroatië                                                                    | 4 – 1   | Canada             | Khalifa Internationaal Stadion, Ar Rayyan Toeschouwers: 44.374 Scheidsrechter: Andrés Matonte (URU) Video-assistent: Mauro Vigliano (ARG) |
| 27 november WK 2022 Groep F № 357 «onderlinge duels» 19:00 uur (UTC+3) | Andrej Kramarić 36' Marko Livaja 44' Andrej Kramarić 70' Lovro Majer 90+4' | Verslag | 2' Alphonso Davies | Khalifa Internationaal Stadion, Ar Rayyan Toeschouwers: 44.374 Scheidsrechter: Andrés Matonte (URU) Video-assistent: Mauro Vigliano (ARG) |

|                                                                       |         |       |        | |
| 1 december WK 2022 Groep F № 358 «onderlinge duels» 18:00 uur (UTC+3) | Kroatië | 0 – 0 | België | Ahmed bin Alistadion, Ar Rayyan Toeschouwers: 43.984 Scheidsrechter: Anthony Taylor (ENG) Video-assistent: Marco Fritz (GER) |
| 1 december WK 2022 Groep F № 358 «onderlinge duels» 18:00 uur (UTC+3) | Verslag |       |        | Ahmed bin Alistadion, Ar Rayyan Toeschouwers: 43.984 Scheidsrechter: Anthony Taylor (ENG) Video-assistent: Marco Fritz (GER) |

|                                                                              |                                                        |              |                                                           | |
| 5 december WK 2022 Achtste finale № 359 «onderlinge duels» 18:00 uur (UTC+3) | Japan                                                  | 1 – 1 (n.v.) | Kroatië                                                   | Al Janoubstadion, Al Wakrah Toeschouwers: 42.523 Scheidsrechter: Ismail Elfath (USA) Video-assistent: Nicolás Gallo (COL) |
| 5 december WK 2022 Achtste finale № 359 «onderlinge duels» 18:00 uur (UTC+3) | Daizen Maeda 43'                                       | Verslag      | 55' Ivan Perišić                                          | Al Janoubstadion, Al Wakrah Toeschouwers: 42.523 Scheidsrechter: Ismail Elfath (USA) Video-assistent: Nicolás Gallo (COL) |
| 5 december WK 2022 Achtste finale № 359 «onderlinge duels» 18:00 uur (UTC+3) | Strafschoppen                                          |              |                                                           | Al Janoubstadion, Al Wakrah Toeschouwers: 42.523 Scheidsrechter: Ismail Elfath (USA) Video-assistent: Nicolás Gallo (COL) |
| 5 december WK 2022 Achtste finale № 359 «onderlinge duels» 18:00 uur (UTC+3) | Takumi Minamino Kaoru Mitoma Takuma Asano Maya Yoshida | 1 – 3        | Nikola Vlašić Marcelo Brozović Marko Livaja Mario Pašalić | Al Janoubstadion, Al Wakrah Toeschouwers: 42.523 Scheidsrechter: Ismail Elfath (USA) Video-assistent: Nicolás Gallo (COL) |

|                                                                           |                                                    |              |                                   | |
| 9 december WK 2022 Kwartfinale № 360 «onderlinge duels» 18:00 uur (UTC+3) | Kroatië                                            | 1 – 1 (n.v.) | Brazilië                          | Education Citystadion, Ar Rayyan Toeschouwers: 43.893 Scheidsrechter: Michael Oliver (ENG) Video-assistent: Pol van Boekel (NED) |
| 9 december WK 2022 Kwartfinale № 360 «onderlinge duels» 18:00 uur (UTC+3) | Bruno Petković 117'                                | Verslag      | 105+1' Neymar                     | Education Citystadion, Ar Rayyan Toeschouwers: 43.893 Scheidsrechter: Michael Oliver (ENG) Video-assistent: Pol van Boekel (NED) |
| 9 december WK 2022 Kwartfinale № 360 «onderlinge duels» 18:00 uur (UTC+3) | Strafschoppen                                      |              |                                   | Education Citystadion, Ar Rayyan Toeschouwers: 43.893 Scheidsrechter: Michael Oliver (ENG) Video-assistent: Pol van Boekel (NED) |
| 9 december WK 2022 Kwartfinale № 360 «onderlinge duels» 18:00 uur (UTC+3) | Nikola Vlašić Lovro Majer Luka Modrić Mislav Oršić | 4 – 2        | Rodrygo Casemiro Pedro Marquinhos | Education Citystadion, Ar Rayyan Toeschouwers: 43.893 Scheidsrechter: Michael Oliver (ENG) Video-assistent: Pol van Boekel (NED) |

|                                                                             |                                                               |         |         | |
| 13 december WK 2022 Halve finale № 361 «onderlinge duels» 22:00 uur (UTC+3) | Argentinië                                                    | 3 – 0   | Kroatië | Lusailstadion, Lusail Toeschouwers: 88.996 Scheidsrechter: Daniele Orsato (ITA) Video-assistent: Massimiliano Irrati (ITA) |
| 13 december WK 2022 Halve finale № 361 «onderlinge duels» 22:00 uur (UTC+3) | Lionel Messi 34' (pen.) Julián Álvarez 39' Julián Álvarez 69' | Verslag |         | Lusailstadion, Lusail Toeschouwers: 88.996 Scheidsrechter: Daniele Orsato (ITA) Video-assistent: Massimiliano Irrati (ITA) |

|                                                                             |                                    |         |                | |
| 17 december WK 2022 Troostfinale № 362 «onderlinge duels» 18:00 uur (UTC+3) | Kroatië                            | 2 – 1   | Marokko        | Khalifa Internationaal Stadion, Ar Rayyan Toeschouwers: 44.137 Scheidsrechter: Abdulrahman Al-Jassim (QAT) Video-assistent: Julio Bascuñán (CHI) |
| 17 december WK 2022 Troostfinale № 362 «onderlinge duels» 18:00 uur (UTC+3) | Joško Gvardiol 7' Mislav Oršić 42' | Verslag | 9' Achraf Dari | Khalifa Internationaal Stadion, Ar Rayyan Toeschouwers: 44.137 Scheidsrechter: Abdulrahman Al-Jassim (QAT) Video-assistent: Julio Bascuñán (CHI) |

|  |  |  |  |  |  |  |  |  |

### 2023
|                                                                             |                     |       |                        | |
| 25 maart EK-kwalificatie Groep D № 363 «onderlinge duels» 20:45 uur (UTC+1) | Kroatië             | 1 – 1 | Wales                  | Poljudstadion, Split Toeschouwers: 33.474 Scheidsrechter: João Pinheiro (POR) Video-assistent: Tiago Martins (POR) |
| 25 maart EK-kwalificatie Groep D № 363 «onderlinge duels» 20:45 uur (UTC+1) | Andrej Kramarić 28' |       | 90+3' Nathan Broadhead | Poljudstadion, Split Toeschouwers: 33.474 Scheidsrechter: João Pinheiro (POR) Video-assistent: Tiago Martins (POR) |

|                                                                             |         |                                       |         | |
| 28 maart EK-kwalificatie Groep D № 364 «onderlinge duels» 21:45 uur (UTC+3) | Turkije | 0 – 2                                 | Kroatië | Bursa Büyükşehir Belediyestadion, Bursa Toeschouwers: 37.750 Scheidsrechter: Andreas Ekberg (SWE) Video-assistent: Christian Dingert (GER) |
| 28 maart EK-kwalificatie Groep D № 364 «onderlinge duels» 21:45 uur (UTC+3) |         | 20' Mateo Kovačić 45+4' Mateo Kovačić |         | Bursa Büyükşehir Belediyestadion, Bursa Toeschouwers: 37.750 Scheidsrechter: Andreas Ekberg (SWE) Video-assistent: Christian Dingert (GER) |

|                                                                                     |                                  |              |                                                                                         | |
| 14 juni UEFA Nations League Halve finale № 365 «onderlinge duels» 20:45 uur (UTC+2) | Nederland                        | 2 – 4 (n.v.) | Kroatië                                                                                 | Stadion Feijenoord, Rotterdam Toeschouwers: 39.359 Scheidsrechter: István Kovács (ROU) Video-assistent: Bastian Dankert (GER) |
| 14 juni UEFA Nations League Halve finale № 365 «onderlinge duels» 20:45 uur (UTC+2) | Donyell Malen 34' Noa Lang 90+6' |              | 55' (pen.) Andrej Kramarić 72' Mario Pašalić 98' Bruno Petković 116' (pen.) Luka Modrić | Stadion Feijenoord, Rotterdam Toeschouwers: 39.359 Scheidsrechter: István Kovács (ROU) Video-assistent: Bastian Dankert (GER) |

|                                                                               |                                                                                    |              |                                                                       | |
| 18 juni UEFA Nations League Finale № 366 «onderlinge duels» 20:45 uur (UTC+2) | Kroatië                                                                            | 0 – 0 (n.v.) | Spanje                                                                | Stadion Feijenoord, Rotterdam Toeschouwers: 41.110 Scheidsrechter: Felix Zwayer (GER) Video-assistent: Marco Fritz (GER) |
| 18 juni UEFA Nations League Finale № 366 «onderlinge duels» 20:45 uur (UTC+2) |                                                                                    |              |                                                                       | Stadion Feijenoord, Rotterdam Toeschouwers: 41.110 Scheidsrechter: Felix Zwayer (GER) Video-assistent: Marco Fritz (GER) |
| 18 juni UEFA Nations League Finale № 366 «onderlinge duels» 20:45 uur (UTC+2) | Strafschoppen                                                                      |              |                                                                       | Stadion Feijenoord, Rotterdam Toeschouwers: 41.110 Scheidsrechter: Felix Zwayer (GER) Video-assistent: Marco Fritz (GER) |
| 18 juni UEFA Nations League Finale № 366 «onderlinge duels» 20:45 uur (UTC+2) | Nikola Vlašić Marcelo Brozović Luka Modrić Lovro Majer Ivan Perišić Bruno Petković | 4 – 5        | Joselu Rodri Mikel Merino Marco Asensio Aymeric Laporte Dani Carvajal | Stadion Feijenoord, Rotterdam Toeschouwers: 41.110 Scheidsrechter: Felix Zwayer (GER) Video-assistent: Marco Fritz (GER) |

|                                                                                |                                                                                              |       |         | |
| 8 september EK-kwalificatie Groep D № 367 «onderlinge duels» 20:45 uur (UTC+2) | Kroatië                                                                                      | 5 – 0 | Letland | Stadion Rujevica, Rijeka Toeschouwers: 8.152 Scheidsrechter: Philip Farrugia (MLT) Video-assistent: Luca Pairetto (ITA) |
| 8 september EK-kwalificatie Groep D № 367 «onderlinge duels» 20:45 uur (UTC+2) | Bruno Petković 3' Luka Ivanušec 13' Bruno Petković 44' Andrej Kramarić 68' Mario Pašalić 78' |       |         | Stadion Rujevica, Rijeka Toeschouwers: 8.152 Scheidsrechter: Philip Farrugia (MLT) Video-assistent: Luca Pairetto (ITA) |

|                                                                                 |         |                     |         | |
| 11 september EK-kwalificatie Groep D № 368 «onderlinge duels» 20:00 uur (UTC+4) | Armenië | 0 – 1               | Kroatië | Republikeins Stadion Vazgen Sargsian, Jerevan Toeschouwers: 14.233 Scheidsrechter: Clément Turpin (FRA) Video-assistent: Jérôme Brisard (FRA) |
| 11 september EK-kwalificatie Groep D № 368 «onderlinge duels» 20:00 uur (UTC+4) |         | 14' Andrej Kramarić |         | Republikeins Stadion Vazgen Sargsian, Jerevan Toeschouwers: 14.233 Scheidsrechter: Clément Turpin (FRA) Video-assistent: Jérôme Brisard (FRA) |

|                                                                               |         |                  |         | |
| 12 oktober EK-kwalificatie Groep D № 369 «onderlinge duels» 20:45 uur (UTC+2) | Kroatië | 0 – 1            | Turkije | Opus Arena, Osijek Toeschouwers: 12.812 Scheidsrechter: Anthony Taylor (ENG) Video-assistent: Stuart Attwell (ENG) |
| 12 oktober EK-kwalificatie Groep D № 369 «onderlinge duels» 20:45 uur (UTC+2) |         | 30' Barış Yılmaz |         | Opus Arena, Osijek Toeschouwers: 12.812 Scheidsrechter: Anthony Taylor (ENG) Video-assistent: Stuart Attwell (ENG) |

|                                                                               |                                   |       |                   | |
| 15 oktober EK-kwalificatie Groep D № 370 «onderlinge duels» 19:45 uur (UTC+1) | Wales                             | 2 – 1 | Kroatië           | Cardiff City Stadium, Cardiff Toeschouwers: 31.240 Scheidsrechter: Davide Massa (ITA) Video-assistent: Marco Di Bello (ITA) |
| 15 oktober EK-kwalificatie Groep D № 370 «onderlinge duels» 19:45 uur (UTC+1) | Harry Wilson 47' Harry Wilson 60' |       | 75' Mario Pašalić | Cardiff City Stadium, Cardiff Toeschouwers: 31.240 Scheidsrechter: Davide Massa (ITA) Video-assistent: Marco Di Bello (ITA) |

|                                                                                |         |                                    |         | |
| 18 november EK-kwalificatie Groep D № 371 «onderlinge duels» 19:00 uur (UTC+2) | Letland | 0 – 2                              | Kroatië | Skontostadion, Riga Toeschouwers: 6.747 Scheidsrechter: Urs Schnyder (SUI) Video-assistent: Luca Pairetto (ITA) |
| 18 november EK-kwalificatie Groep D № 371 «onderlinge duels» 19:00 uur (UTC+2) |         | 7' Lovro Majer 16' Andrej Kramarić |         | Skontostadion, Riga Toeschouwers: 6.747 Scheidsrechter: Urs Schnyder (SUI) Video-assistent: Luca Pairetto (ITA) |

|                                                                                |                  |       |         | |
| 21 november EK-kwalificatie Groep D № 372 «onderlinge duels» 20:45 uur (UTC+1) | Kroatië          | 1 – 0 | Armenië | Maksimirstadion, Zagreb Toeschouwers: 20.398 Scheidsrechter: Ivan Kružliak (SVK) Video-assistent: Paolo Valeri (ITA) |
| 21 november EK-kwalificatie Groep D № 372 «onderlinge duels» 20:45 uur (UTC+1) | Ante Budimir 43' |       |         | Maksimirstadion, Zagreb Toeschouwers: 20.398 Scheidsrechter: Ivan Kružliak (SVK) Video-assistent: Paolo Valeri (ITA) |

### 2024
|                                                                                   | |       | |                                                                               |
| 23 maart Vriendschappelijk FIFA Series № 373 «onderlinge duels» 22:00 uur (UTC+2) | Tunesië | 0 – 0 | Kroatië                                                                                              | Cairostadion, Caïro Toeschouwers: 2.500 Scheidsrechter: Mohamed Maarouf (EGY) |
| 23 maart Vriendschappelijk FIFA Series № 373 «onderlinge duels» 22:00 uur (UTC+2) | |       | | Cairostadion, Caïro Toeschouwers: 2.500 Scheidsrechter: Mohamed Maarouf (EGY) |
| 23 maart Vriendschappelijk FIFA Series № 373 «onderlinge duels» 22:00 uur (UTC+2) | Strafschoppen |       | | Cairostadion, Caïro Toeschouwers: 2.500 Scheidsrechter: Mohamed Maarouf (EGY) |
| 23 maart Vriendschappelijk FIFA Series № 373 «onderlinge duels» 22:00 uur (UTC+2) | Mohamed Ali Ben Romdhane Aïssa Laïdouni Ali Abdi Hamza Jelassi Sayfallah Ltaief Seifeddine Jaziri Oussama Haddadi | 4 – 5 | Nikola Vlašić Andrej Kramarić Bruno Petković Lovro Majer Mario Pašalić Josip Juranović Marco Pašalić | Cairostadion, Caïro Toeschouwers: 2.500 Scheidsrechter: Mohamed Maarouf (EGY) |

|                                                                                   |                                        |       |                                                                          | |
| 26 maart Vriendschappelijk FIFA Series № 374 «onderlinge duels» 22:00 uur (UTC+2) | Egypte                                 | 2 – 4 | Kroatië                                                                  | Misrstadion, Nieuwe hoofdstad van Egypte Toeschouwers: 85.350 Scheidsrechter: Adalbert Diouf (SEN) |
| 26 maart Vriendschappelijk FIFA Series № 374 «onderlinge duels» 22:00 uur (UTC+2) | Rami Rabia 6' Mohamed Abdelmonem 90+4' |       | 21' Nikola Vlašić 57' Bruno Petković 77' Andrej Kramarić 86' Lovro Majer | Misrstadion, Nieuwe hoofdstad van Egypte Toeschouwers: 85.350 Scheidsrechter: Adalbert Diouf (SEN) |

|                                                                     |                                                   |       |                 |                                                                              |
| 3 juni Vriendschappelijk № 375 «onderlinge duels» 19:00 uur (UTC+2) | Kroatië                                           | 3 – 0 | Noord-Macedonië | Stadion Rujevica, Rijeka Toeschouwers: 8.030 Scheidsrechter: Matej Jug (SVN) |
| 3 juni Vriendschappelijk № 375 «onderlinge duels» 19:00 uur (UTC+2) | Lovro Majer 10' Lovro Majer 45' Marco Pašalić 79' |       |                 | Stadion Rujevica, Rijeka Toeschouwers: 8.030 Scheidsrechter: Matej Jug (SVN) |

|                                                                     |                |       |                                        | |
| 8 juni Vriendschappelijk № 376 «onderlinge duels» 17:45 uur (UTC+1) | Portugal       | 1 – 2 | Kroatië                                | Estádio Nacional, Oeiras Toeschouwers: 37.800 Scheidsrechter: Harm Osmers (GER) Video-assistent: Sören Storks (GER) |
| 8 juni Vriendschappelijk № 376 «onderlinge duels» 17:45 uur (UTC+1) | Diogo Jota 48' |       | 8' (pen.) Luka Modrić 56' Ante Budimir | Estádio Nacional, Oeiras Toeschouwers: 37.800 Scheidsrechter: Harm Osmers (GER) Video-assistent: Sören Storks (GER) |

| EK 2024 |
| ------- |

|                                                                         |                                                       |       |         | |
| 15 juni EK-eindronde Groep B № 377 «onderlinge duels» 18:00 uur (UTC+2) | Spanje                                                | 3 – 0 | Kroatië | Olympiastadion, Berlijn Toeschouwers: 68.844 Scheidsrechter: Michael Oliver (ENG) Video-assistent: Stuart Attwell (ENG) |
| 15 juni EK-eindronde Groep B № 377 «onderlinge duels» 18:00 uur (UTC+2) | Álvaro Morata 29' Fabián Ruiz 32' Dani Carvajal 45+2' |       |         | Olympiastadion, Berlijn Toeschouwers: 68.844 Scheidsrechter: Michael Oliver (ENG) Video-assistent: Stuart Attwell (ENG) |

|                                                                         |                                              |       |                                    | |
| 19 juni EK-eindronde Groep B № 378 «onderlinge duels» 15:00 uur (UTC+2) | Kroatië                                      | 2 – 2 | Albanië                            | Volksparkstadion, Hamburg Toeschouwers: 46.784 Scheidsrechter: François Letexier (FRA) Video-assistent: Willy Delajod (FRA) |
| 19 juni EK-eindronde Groep B № 378 «onderlinge duels» 15:00 uur (UTC+2) | Andrej Kramarić 74' Klaus Gjasula 76' (e.d.) |       | 11' Qazim Laçi 90+5' Klaus Gjasula | Volksparkstadion, Hamburg Toeschouwers: 46.784 Scheidsrechter: François Letexier (FRA) Video-assistent: Willy Delajod (FRA) |

|                                                                         |                 |       |                       | |
| 24 juni EK-eindronde Groep B № 379 «onderlinge duels» 21:00 uur (UTC+2) | Kroatië         | 1 – 1 | Italië                | Red Bull Arena, Leipzig Toeschouwers: 38.322 Scheidsrechter: Danny Makkelie (NED) Video-assistent: Rob Dieperink (NED) |
| 24 juni EK-eindronde Groep B № 379 «onderlinge duels» 21:00 uur (UTC+2) | Luka Modrić 55' |       | 90+8' Mattia Zaccagni | Red Bull Arena, Leipzig Toeschouwers: 38.322 Scheidsrechter: Danny Makkelie (NED) Video-assistent: Rob Dieperink (NED) |

|  |  |  |  |  |  |  |  |  |

|                                                                                     |                                      |       |                        | |
| 5 september UEFA Nations League Groep A1 № 380 «onderlinge duels» 19:45 uur (UTC+1) | Portugal                             | 2 – 1 | Kroatië                | Estádio da Luz, Lissabon Toeschouwers: 57.675 Scheidsrechter: Halil Umut Meler (TUR) Video-assistent: Bastian Dankert (GER) |
| 5 september UEFA Nations League Groep A1 № 380 «onderlinge duels» 19:45 uur (UTC+1) | Diogo Dalot 7' Cristiano Ronaldo 34' |       | 41' (e.d.) Diogo Dalot | Estádio da Luz, Lissabon Toeschouwers: 57.675 Scheidsrechter: Halil Umut Meler (TUR) Video-assistent: Bastian Dankert (GER) |

|                                                                                     |                 |       |       | |
| 8 september UEFA Nations League Groep A1 № 381 «onderlinge duels» 20:45 uur (UTC+2) | Kroatië         | 1 – 0 | Polen | Opus Arena, Osijek Toeschouwers: 12.612 Scheidsrechter: François Letexier (FRA) Video-assistent: Willy Delajod (FRA) |
| 8 september UEFA Nations League Groep A1 № 381 «onderlinge duels» 20:45 uur (UTC+2) | Luka Modrić 52' |       |       | Opus Arena, Osijek Toeschouwers: 12.612 Scheidsrechter: François Letexier (FRA) Video-assistent: Willy Delajod (FRA) |

|                                                                                    |                                        |       |                   | |
| 12 oktober UEFA Nations League Groep A1 № 382 «onderlinge duels» 18:00 uur (UTC+2) | Kroatië                                | 2 – 1 | Schotland         | Maksimirstadion, Zagreb Toeschouwers: 21.702 Scheidsrechter: István Kovács (ROU) Video-assistent: Dennis Higler (NED) |
| 12 oktober UEFA Nations League Groep A1 № 382 «onderlinge duels» 18:00 uur (UTC+2) | Igor Matanović 36' Andrej Kramarić 70' |       | 33' Ryan Christie | Maksimirstadion, Zagreb Toeschouwers: 21.702 Scheidsrechter: István Kovács (ROU) Video-assistent: Dennis Higler (NED) |

|                                                                                    |                                                                |       |                                                    | |
| 15 oktober UEFA Nations League Groep A1 № 383 «onderlinge duels» 20:45 uur (UTC+2) | Polen                                                          | 3 – 3 | Kroatië                                            | Nationaal Stadion, Warschau Toeschouwers: 56.103 Scheidsrechter: Alejandro Hernández (ESP) Video-assistent: César Soto Grado (ESP) |
| 15 oktober UEFA Nations League Groep A1 № 383 «onderlinge duels» 20:45 uur (UTC+2) | Piotr Zieliński 5' Nicola Zalewski 45' Sebastian Szymański 68' |       | 20' Borna Sosa 24' Petar Sučić 26' Martin Baturina | Nationaal Stadion, Warschau Toeschouwers: 56.103 Scheidsrechter: Alejandro Hernández (ESP) Video-assistent: César Soto Grado (ESP) |

|                                                                                   |                 |       |         | |
| 15 november UEFA Nations League Groep A1 № 384 «onderlinge duels» 19:45 uur (UTC) | Schotland       | 1 – 0 | Kroatië | Hampden Park, Glasgow Toeschouwers: 48.810 Scheidsrechter: Orel Grinfeeld (ISR) Video-assistent: Ziv Adler (ISR) |
| 15 november UEFA Nations League Groep A1 № 384 «onderlinge duels» 19:45 uur (UTC) | John McGinn 86' |       |         | Hampden Park, Glasgow Toeschouwers: 48.810 Scheidsrechter: Orel Grinfeeld (ISR) Video-assistent: Ziv Adler (ISR) |

|                                                                                     |                    |       |                | |
| 18 november UEFA Nations League Groep A1 № 385 «onderlinge duels» 20:45 uur (UTC+1) | Kroatië            | 1 – 1 | Portugal       | Poljudstadion, Split Toeschouwers: 33.386 Scheidsrechter: Davide Massa (ITA) Video-assistent: Aleandro Di Paolo (ITA) |
| 18 november UEFA Nations League Groep A1 № 385 «onderlinge duels» 20:45 uur (UTC+1) | Joško Gvardiol 65' |       | 33' João Félix | Poljudstadion, Split Toeschouwers: 33.386 Scheidsrechter: Davide Massa (ITA) Video-assistent: Aleandro Di Paolo (ITA) |

### 2025
|                                                                                     |                                     |       |           | |
| 20 maart UEFA Nations League Kwartfinale № 386 «onderlinge duels» 20:45 uur (UTC+1) | Kroatië                             | 2 – 0 | Frankrijk | Poljudstadion, Split Toeschouwers: 30.551 Scheidsrechter: Espen Eskås (NOR) Video-assistent: Bastian Dankert (GER) |
| 20 maart UEFA Nations League Kwartfinale № 386 «onderlinge duels» 20:45 uur (UTC+1) | Ante Budimir 26' Ivan Perišić 45+1' |       |           | Poljudstadion, Split Toeschouwers: 30.551 Scheidsrechter: Espen Eskås (NOR) Video-assistent: Bastian Dankert (GER) |

|                                                                                     | |              | | |
| 23 maart UEFA Nations League Kwartfinale № 387 «onderlinge duels» 20:45 uur (UTC+1) | Frankrijk                                                                                                   | 2 – 0 (n.v.) | Kroatië                                                                                                  | Stade de France, Saint-Denis Toeschouwers: 77.502 Scheidsrechter: Michael Oliver (ENG) Video-assistent: Jarred Gillett (ENG) |
| 23 maart UEFA Nations League Kwartfinale № 387 «onderlinge duels» 20:45 uur (UTC+1) | Michael Olise 52' Ousmane Dembélé 80'                                                                       |              | | Stade de France, Saint-Denis Toeschouwers: 77.502 Scheidsrechter: Michael Oliver (ENG) Video-assistent: Jarred Gillett (ENG) |
| 23 maart UEFA Nations League Kwartfinale № 387 «onderlinge duels» 20:45 uur (UTC+1) | Strafschoppen                                                                                               |              | | Stade de France, Saint-Denis Toeschouwers: 77.502 Scheidsrechter: Michael Oliver (ENG) Video-assistent: Jarred Gillett (ENG) |
| 23 maart UEFA Nations League Kwartfinale № 387 «onderlinge duels» 20:45 uur (UTC+1) | Kylian Mbappé Aurélien Tchouaméni Jules Koundé Randal Kolo Muani Theo Hernández Désiré Doué Dayot Upamecano | 5 – 4        | Martin Baturina Nikola Moro Franjo Ivanović Mario Pašalić Kristijan Jakić Duje Ćaleta-Car Josip Stanišić | Stade de France, Saint-Denis Toeschouwers: 77.502 Scheidsrechter: Michael Oliver (ENG) Video-assistent: Jarred Gillett (ENG) |

|                                                                           |           | |         | |
| 6 juni WK-kwalificatie Groep L № 388 «onderlinge duels» 20:45 uur (UTC+2) | Gibraltar | 0 – 7 | Kroatië | Estádio Algarve, Loulé Toeschouwers: 1.516 Scheidsrechter: Georgi Kabakov (BUL) Video-assistent: Vasimir El-Hatib (BUL) |
| 6 juni WK-kwalificatie Groep L № 388 «onderlinge duels» 20:45 uur (UTC+2) |           | 28' Mario Pašalić 30' Ante Budimir 60' Franjo Ivanović 63' Franjo Ivanović 73' Ivan Perišić 77' Andrej Kramarić 80' Andrej Kramarić |         | Estádio Algarve, Loulé Toeschouwers: 1.516 Scheidsrechter: Georgi Kabakov (BUL) Video-assistent: Vasimir El-Hatib (BUL) |

|                                                                           |         |   |          | |
| 9 juni WK-kwalificatie Groep L № 389 «onderlinge duels» 20:45 uur (UTC+2) | Kroatië | – | Tsjechië | Opus Arena, Osijek Toeschouwers: n.n.b. Scheidsrechter: Jesús Gil Manzano (ESP) Video-assistent: Juan Martínez Munuera (ESP) |
| 9 juni WK-kwalificatie Groep L № 389 «onderlinge duels» 20:45 uur (UTC+2) |         |   |          | Opus Arena, Osijek Toeschouwers: n.n.b. Scheidsrechter: Jesús Gil Manzano (ESP) Video-assistent: Juan Martínez Munuera (ESP) |

|                                                                                |         |   |         |                                                    |
| 5 september WK-kwalificatie Groep L № 390 «onderlinge duels» 19:45 uur (UTC+1) | Faeröer | – | Kroatië | n.n.b. Toeschouwers: n.n.b. Scheidsrechter: n.n.b. |
| 5 september WK-kwalificatie Groep L № 390 «onderlinge duels» 19:45 uur (UTC+1) |         |   |         | n.n.b. Toeschouwers: n.n.b. Scheidsrechter: n.n.b. |

|                                                                                |         |   |            |                                                    |
| 8 september WK-kwalificatie Groep L № 391 «onderlinge duels» 20:45 uur (UTC+2) | Kroatië | – | Montenegro | n.n.b. Toeschouwers: n.n.b. Scheidsrechter: n.n.b. |
| 8 september WK-kwalificatie Groep L № 391 «onderlinge duels» 20:45 uur (UTC+2) |         |   |            | n.n.b. Toeschouwers: n.n.b. Scheidsrechter: n.n.b. |

|                                                                              |          |   |         |                                                    |
| 9 oktober WK-kwalificatie Groep L № 392 «onderlinge duels» 20:45 uur (UTC+2) | Tsjechië | – | Kroatië | n.n.b. Toeschouwers: n.n.b. Scheidsrechter: n.n.b. |
| 9 oktober WK-kwalificatie Groep L № 392 «onderlinge duels» 20:45 uur (UTC+2) |          |   |         | n.n.b. Toeschouwers: n.n.b. Scheidsrechter: n.n.b. |

|                                                                               |         |   |           |                                                    |
| 12 oktober WK-kwalificatie Groep L № 393 «onderlinge duels» 20:45 uur (UTC+2) | Kroatië | – | Gibraltar | n.n.b. Toeschouwers: n.n.b. Scheidsrechter: n.n.b. |
| 12 oktober WK-kwalificatie Groep L № 393 «onderlinge duels» 20:45 uur (UTC+2) |         |   |           | n.n.b. Toeschouwers: n.n.b. Scheidsrechter: n.n.b. |

|                                                                                |         |   |         |                                                    |
| 14 november WK-kwalificatie Groep L № 395 «onderlinge duels» 20:45 uur (UTC+1) | Kroatië | – | Faeröer | n.n.b. Toeschouwers: n.n.b. Scheidsrechter: n.n.b. |
| 14 november WK-kwalificatie Groep L № 395 «onderlinge duels» 20:45 uur (UTC+1) |         |   |         | n.n.b. Toeschouwers: n.n.b. Scheidsrechter: n.n.b. |

|                                                                                |            |   |         |                                                    |
| 17 november WK-kwalificatie Groep L № 396 «onderlinge duels» 20:45 uur (UTC+1) | Montenegro | – | Kroatië | n.n.b. Toeschouwers: n.n.b. Scheidsrechter: n.n.b. |
| 17 november WK-kwalificatie Groep L № 396 «onderlinge duels» 20:45 uur (UTC+1) |            |   |         | n.n.b. Toeschouwers: n.n.b. Scheidsrechter: n.n.b. |

HNS · A-internationals · Selecties · Bondscoaches · Statistieken · Kroatisch vrouwenelftal · Olympisch elftal · Kroatië U21 · Kroatië U20 · Kroatië U19 · Kroatië U18 · Kroatië U17 · Kroatië U16
1940 – 1956 ·
1990 – 1999 ·
2000 – 2009 ·
2010 – 2019 ·
2020 − 2029
EK's: 1996 · 
2000 · 
2004 · 
2008 · 
2012 · 
2016 · 
2020 · 
2024
WK's: 1998 · 
2002 · 
2006 · 
2010 · 
2014 · 
2018 · 
2022
1940 · 
1941 · 
1942 · 
1943 · 
1944 · 
1945–1955 · 
1956 · 
1957–1989 · 
1990 · 
1991 · 
1992 · 
1993 · 
1994 · 
1995 · 
1996 · 
1997 · 
1998 · 
1999 · 
2000 · 
2001 · 
2002 · 
2003 · 
2004 · 
2005 · 
2006 · 
2007 · 
2008 · 
2009 · 
2010 · 
2011 · 
2012 · 
2013 ·  
2014 · 
2015 · 
2016 · 
2017 · 
2018 ·
2019 ·
2020 ·
2021 ·
2022 ·
2023
Albanië ·
Andorra ·
Argentinië ·
Armenië ·
Australië ·
Azerbeidzjan · 
België ·
Bosnië en Herzegovina ·
Brazilië ·
Bulgarije ·
Canada ·
Chili ·
China ·
Cyprus ·
Denemarken ·
Duitsland ·
Ecuador ·
Egypte ·
Engeland ·
Estland ·
Finland ·
Frankrijk ·
Georgië ·
Gibraltar ·
Griekenland ·
Hongarije ·
Hongkong ·
Ierland ·
IJsland ·
Indonesië ·
Iran ·
Israël ·
Italië ·
Jamaica ·
Japan ·
Joegoslavië ·
Jordanië ·
Kameroen · 
Kazachstan ·
Kosovo ·
Letland ·
Litouwen ·
Liechtenstein ·
Mali ·
Malta ·
Marokko · 
Mexico ·
Moldavië ·
Nederland ·
Nigeria ·
Noord-Ierland ·
Noord-Macedonië ·
Noorwegen ·
Oekraïne ·
Oostenrijk ·
Peru ·
Polen ·
Portugal ·
Qatar ·
Roemenië ·
Rusland ·
San Marino ·
Saoedi-Arabië ·
Schotland ·
Senegal · 
Servië · 
Slovenië ·
Slowakije ·
Spanje ·
Tsjechië ·
Tunesië ·
Turkije ·
Wales ·
Wit-Rusland ·
Zuid-Korea ·
Zweden ·
Zwitserland
Argentinië (2018) ·
Argentinië (2022) ·
Australië (2006) ·
België (2022) ·
Brazilië (2006) ·
Brazilië (2014) ·
Brazilië (2022) ·
Denemarken (2018) ·
Duitsland (2008) ·
Engeland (2018) ·
Engeland (2021) ·
Frankrijk (2018) ·
Ierland (2012) ·
IJsland (2018) ·
Italië (2012) ·
Japan (2006) ·
Kameroen (2014) ·
Marokko (2022, 1) ·
Marokko (2022, 2) ·
Mexico (2014) ·
Nigeria (2018) ·
Oostenrijk (2008) ·
Polen (2008) ·
Rusland (2018) ·
Schotland (2021) ·
Spanje (2012) ·
Spanje (2021) ·
Tsjechië (2016) ·
Tsjechië (2021) ·
Turkije (2008) ·
Turkije (2016)
CONMEBOL: Argentinië · Bolivia · Brazilië · Chili · Colombia · Ecuador · Paraguay · Peru · Uruguay · Venezuela

UEFA: Albanië · Andorra · Armenië · Azerbeidzjan · België · Bosnië en Herzegovina · Bulgarije · Cyprus · Denemarken · Duitsland · Engeland · Estland · Faeröer · Finland · Frankrijk · Georgië · Gibraltar · Griekenland · Hongarije · IJsland · Ierland · Israël · Italië · Kazachstan · Kosovo · Kroatië · Letland · Liechtenstein · Litouwen · Luxemburg · Malta · Moldavië · Montenegro · Nederland · Noord-Ierland · Noord-Macedonië · Noorwegen · Oekraïne · Oostenrijk · Polen · Portugal · Roemenië · Rusland · San Marino · Schotland · Servië · Slovenië · Slowakije · Spanje · Tsjechië · Turkije · Wales · Wit-Rusland · Zweden · Zwitserland

AFC: Australië · China · Irak · Iran · Japan · Libanon · Oezbekistan · Oman · Qatar · Saoedi-Arabië · Syrië · Verenigde Arabische Emiraten · Vietnam · Zuid-Korea

CAF: Algerije · Burkina Faso · Congo-Kinshasa · Egypte · Ghana · Ivoorkust · Kaapverdië · Kameroen · Mali · Marokko · Nigeria · Senegal · Tunesië · Zuid-Afrika

CONCACAF: Canada · Costa Rica · Curaçao · El Salvador · Honduras · Jamaica · Mexico · Panama · Suriname · Verenigde Staten

OFC: Nieuw-Zeeland